# Любарт Варвара Антонівна

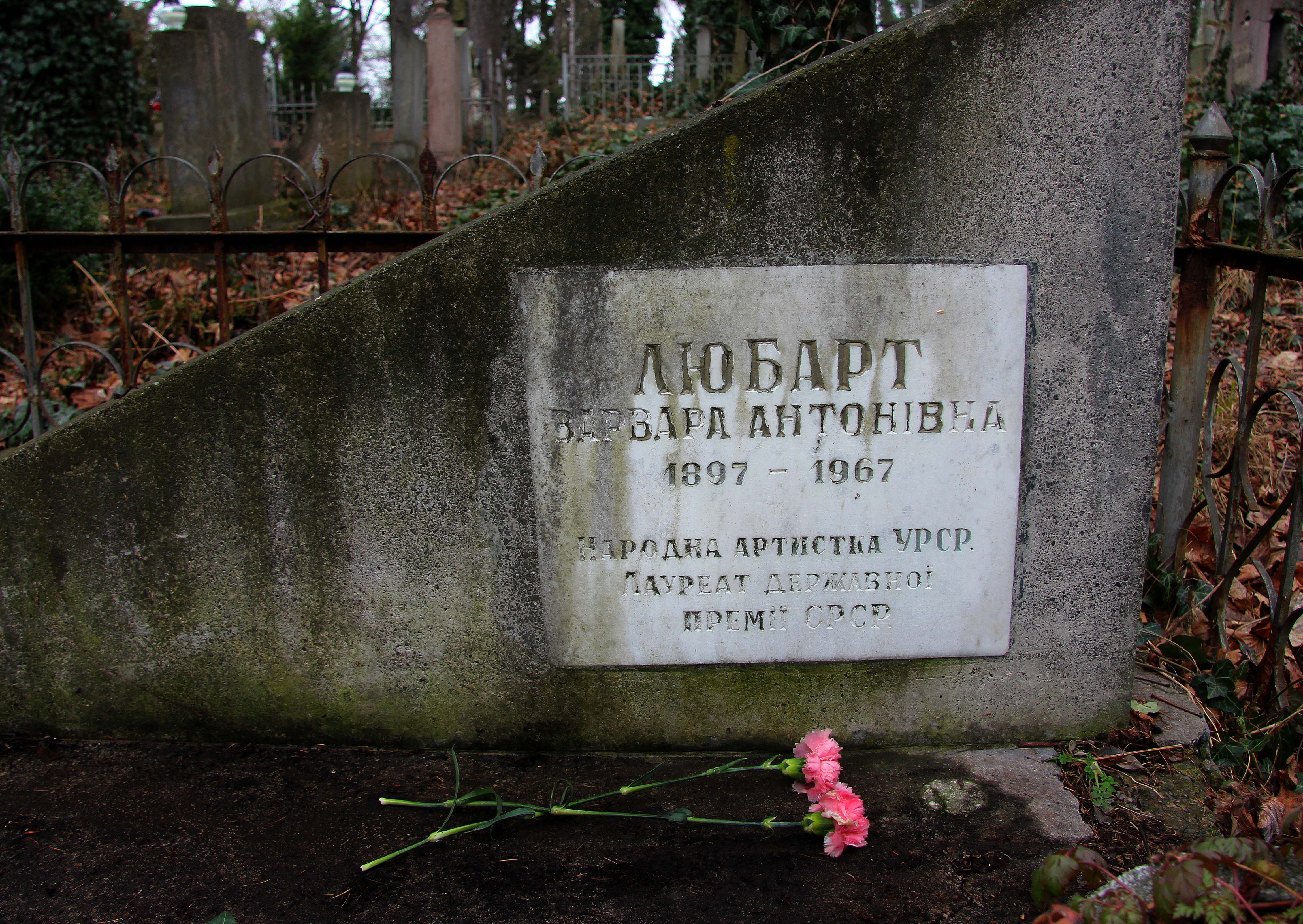
Могила Варвари Любарт на 15 полі Личаківського цвинтаря

Варва́ра Анто́нівна Любарт (Колишко) (* 14 (26) квітня 1898, Полтава — † 4 листопада 1967, Львів) — українська актриса.Народна артистка Української РСР (1947), лауреат Сталінської премії (Державної премії СРСР) (1949), нагороджена орденом Леніна. Варвара Любарт була депутатом Львівської міської Ради у 1950—1953 роках.

## З життєпису
У 1916—1918 роках навчалася в драматичній школі при Александринському театрі в Петрограді (також звався Ленінградський театр ім. О. Пушкіна) — у класі Юрія Юр'єва, одночасно закінчила вокальне відділення Петербурзької консерваторії.
У 1918—1922 роках працювала в Народному театрі Саксаганського — свого вітчима.
З 1922 по 1967 роки — з перервою — працювала в Українському драматичному театрі ім. М. Заньковецької — до 1923 в Києві, у 1931—1944 — з перервою в часі війни — у Запоріжжі, у 1944 році разом із театром переїхала у Львів.
Померла у Львові, похована на полі № 15 Личаківського цвинтаря.
Серед ролей:
- 1923 — Анна — «Украдене щастя» І. Франка,
- 1923 — Амалія — «Розбійники» Ф. Шіллера,
- 1923 — Оксана — «Гайдамаки» за Т. Шевченком,
- 1923 — Доріна —"Тартюф" Ж.-Б. Мольєра,
- 1926 — Дездемона,— «Отелло» Шекспіра,
- 1927 — Лауренсія, —"Фуенте овехуна" («Овеча криниця»), Лопе де Вега,
- 1927— Олена — «Підземна Галичина» М.Ірчана,
- 1927 — Люся — «Республіка на колесах» Я. Мамонтова,
- 1928 — Вікторія — «Княжна Вікторія» Я. Мамонтова,
- 1931 — Хима, «Комуна у степах» М.Куліша,
- 1934 — Софія — «Мій друг» М.Погодіна,
- 1934 — Кукушкіна — «Доходне місце» О.Островського,
- 1935 — Гільда — «Песня про Свічку» І. Кочерги,
- 1936 — Любуша —"Підеш — не повернешся" І.Кочерги,
- 1936 — Наталя — «Лимерівна» П. Мирного,
- 1939 — Софія — «Безталанна». І.Карпенко-Карого,
- 1936 — Васса Желєзнова — «Васса Желєзнова» М. Горького,
- 1938 — Софія — «Останні» М. Горького
- 1940 — Кручиніна —"Без вини винні" О. Островського,
- 1940 — Джаваїра — «Камо» О.Левади,
- 1946 — Маша — «Три сестри» А. Чехова,
- 1949 — Ольга Птаха — «На велику землю» А. Хижняка,
- 1952 — Олена — «Любов на світанні» Я.Галана,
- 1954 — Горицвіт — «Крила» О. Корнійчука,
- 1957 — Хазяйка Ніскавуорі — «Кам′яне гніздо» Х. Вуолійокі,
- 1960 — Мати — «Фауст і смерть» О.Левади.